# Elías Jácome
Elías Jácome Guerrero (Cantón Junín; 2 de noviembre de 1945-26 de julio de 1999) fue el primer árbitro de fútbol ecuatoriano en participar en una Copa Mundial de la FIFA. Supervisó el partido de España frente a Corea del Sur (3-1) en la Copa Mundial de 1990 celebrado en Italia.

## Trayectoria
En marzo de 1981, por primera vez fue asignado con el gafete de FIFA, para un encuentro de la clasificación de Conmebol para la Copa Mundial de 1982, precisamente el juego de Venezuela contra Bolivia. Posteriormente dirigió en la Copa América 1983, 1987, 1989, la Copa Mundial sub-20 de 1989 y el Mundial de 1990.